# 정성윤
정성윤(1983년 10월 15일 ~ )은 대한민국의 배우다.

## 학력
- 상명대학교 영화과 학사

## 출연

### 드라마 & 시트콤
- 《나쁜 형사》 (2018년, MBC) - 김정규 역
- 《화유기》 (2018년, tvN)
- 《상류사회》 (2015년, SBS) - 유민수 역
- 《오늘만 같아라》 (2011년, MBC) - 강경식 역
- 《일지매》 (2008년, SBS) - 정치홍 역
- 《스마일 어게인》 (2006년, SBS)
- 《드라마시티 - 여름, 이별이야기》 (2005년, KBS2) - 진호 역
- 《스무살》 (2003년, SBS)
- 《흐르는 강물처럼》 (2002년, SBS)

### 영화
- 《갱》 (2020년) - 파이트 클럽 역
- 《나의 PS 파트너》 (2012년) - 소연남자친구 역
- 《라스트 메모리》 (2009년)
- 《눈에는 눈 이에는 이》 (2008년) - 이 형사 역
- 《허브》 (2007년) - 후대 역
- 《미녀는 괴로워》 (2006년) - 핑크 매니저 역
- 《스캔들: 조선남녀상열지사》 (2003년)

## 가족 관계
- 배우자 : 김미려 (1982년 6월 13일 ~ )
  - 딸 : 정모아 (2014년 8월 30일 ~ )
  - 아들 : 정이온 (2018년 12월 ~ )